# 複層貨物鉄道輸送

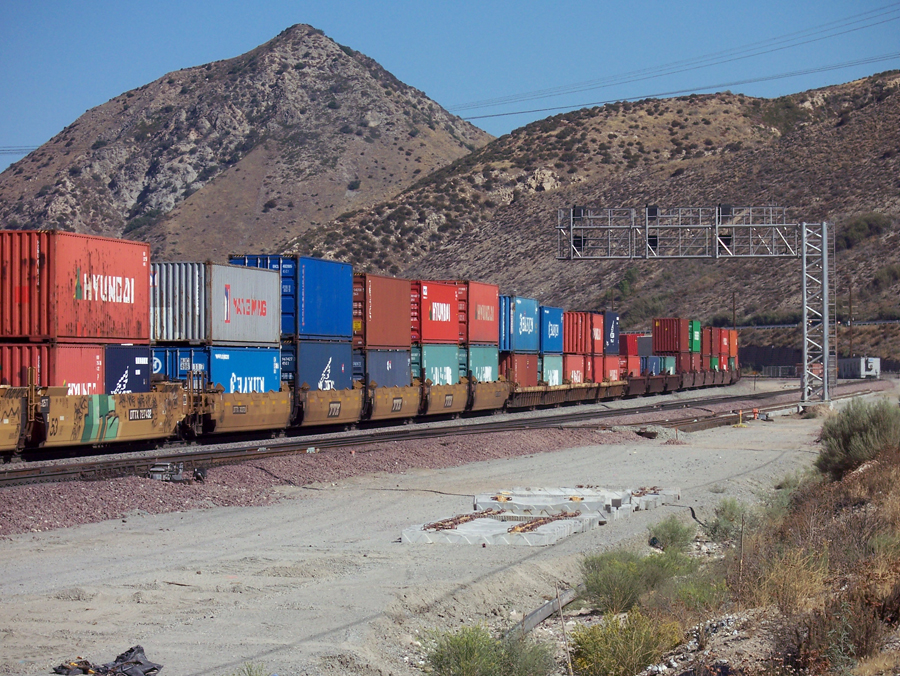
BNSF線のカルフォルニア州カホン峠を越える複層貨物列車

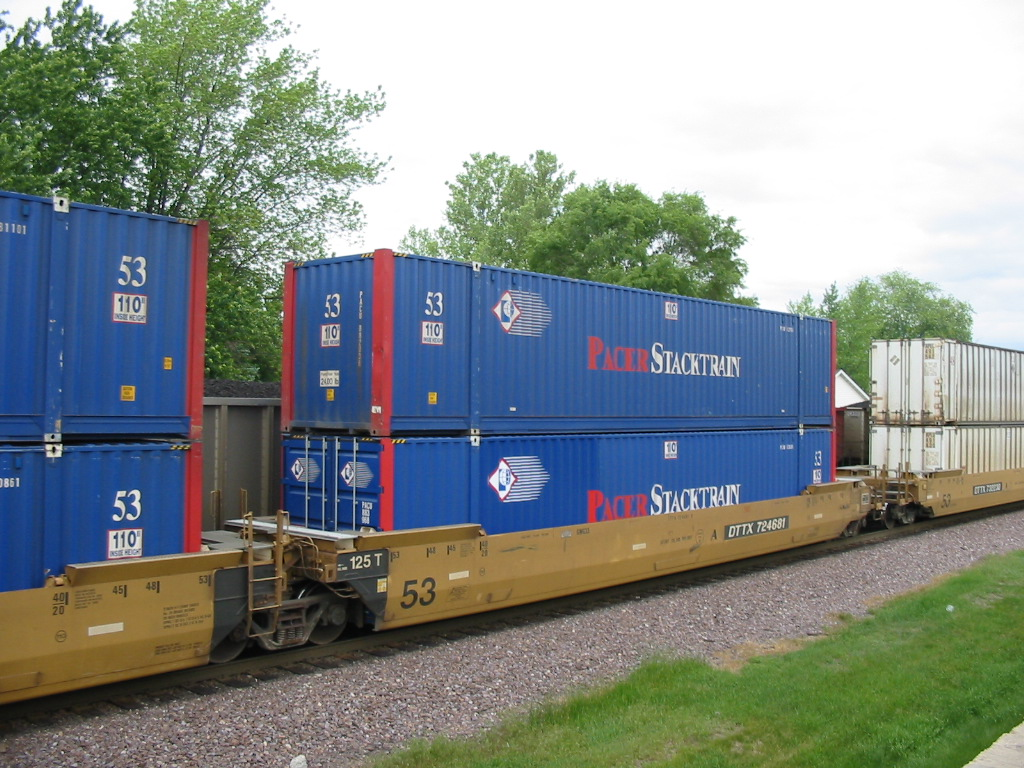
複層貨物列車の一部。中央の車両は:en:TTX Companyが所有するが、コンテナは:en:Pacer Stacktrainが所有する

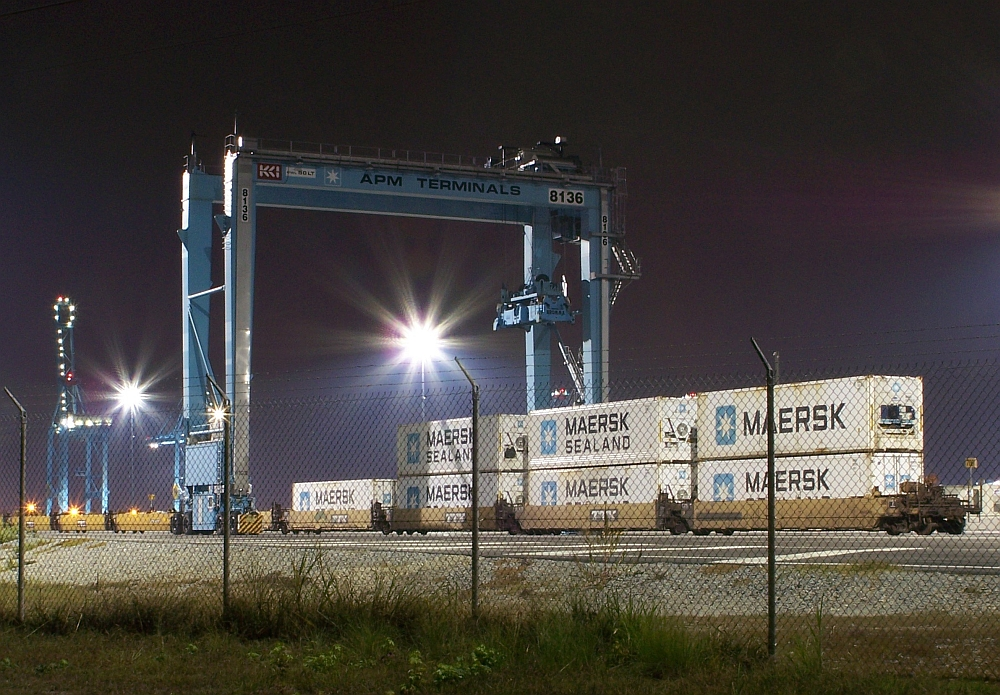
ポーツマスのAPMターミナルで積載中の複層貨物列車

複層貨物鉄道輸送（ふくそうてつどうかもつゆそう、英:Double-stack rail transport）とは、インターモーダル輸送（コンテナ輸送）において、輸送コンテナを貨車に二段重ねにして鉄道貨物輸送することである。
複層貨物鉄道輸送は1984年に北アメリカで初めて導入された輸送方式で、2010年代のアメリカ合衆国では鉄道によるコンテナ輸送の7割を占めている。コンテナを2段重ねにすることで貨物列車の単位長さあたりで約二倍の貨物を輸送できるため、輸送力の増強とコンテナ1つあたりのコスト低減を両立できる。
2段に重ねたコンテナを車両限界に収め、また積載時の重心高を可能な限り下げるため、トレーのような形をした専用の低床貨車（ダブルスタックカー）を用いる。このような形状によって、下段コンテナのドアが開かないようにする効果も得られている。また、更なる輸送効率の向上のために、40ftを超えるサイズのコンテナについても二段重ねとすることが可能となっている。

## 歴史
1970年代のアメリカ合衆国の物流では、ベトナム戦争への装備調達やアジアから北米への輸出増大のために、西海岸で海陸間輸送の重要性が高まっていた。コンテナ船は輸送コスト低減のために年々大型化しており、やがてパナマ運河を通れないオーバーパナマックス船が一般化してアジアからの定期航路は東海岸に向かわないようになると予想されたため、貨物を西海岸から内陸部や東海岸に運ぶ手段が必要になった。
サザン・パシフィック鉄道(SP)は、大手コンテナ船会社シーランドの創設者マルコム・マクリーンと共同で、1977年に初めて二段重ね貨物列車のアイデアを発表した。 SP社はその年、ACF Industryと台車を設計した。複合貨物鉄道輸送が業界標準となるまでには時間がかかったが、その後1984年、 アメリカンプレジデントラインズはSP社と共同で作業し始め、同年内に最初の総二段重ね貨物列車がロサンゼルスからサウスカーニーに"Stacktrain" rail serviceの名前で走った。列車は途中SP社からコンレールを走った。

## 重量
コンテナ車1両に積載するコンテナ数が2倍となるため、車両側では車体や輪軸の強度と連結器や緩衝器の性能が、線路側では軸重制限と路盤の強度が適正であることが求められる。

## コンテナ積載に関する問題
貨物を二段重ねにする場合、重心を低く保つことが車両の安定のために必要である。異種のコンテナを積み重ねる場合には、貨物の容積と重さを考慮して積載する必要がある。コンテナ船と同様、ヒューリスティックな手法やタブーサーチによって積載順序を決定するアルゴリズムが研究されている
。

## サイズと車両限界
運ぶコンテナの大きさには決まった種類があることから、複層貨物輸送にはいくつかサイズがある。ダブルスタックカーのくぼみの長さの規格は40 ft (12.19 m), 48 ft (14.63 m), 53 ft (16.15 m) が普通である。コンテナ高さは8 ft (2.44 m)から9 ft 6 in (2.9 m)("high cube"または背高コンテナ)まである。
複層貨物輸送を行う場合、走行区間全てにおいて十分に大きな車両限界が確保されている必要がある。そのため、大陸の東西を結ぶインターモーダル貨物輸送（ランドブリッジ(鉄道)）が多く、他の先進国と比較して鉄道の電化区間の割合が少ない北アメリカで最も普及している。それでも、跨線橋のかさ上げやトンネルを拡張するために多額の投資がなされている。
CSX社はレール上の車両限界の高さのリストを公開している。
- Doublestack 1 — 18 ft 2 in (5.54 m)
- Doublestack 2 — 19 ft 2 in (5.84 m)
- Doublestack 3 — 20 ft 2 in (6.15 m)

このリストによれば、Doublestack 3ではISO High Cube コンテナ（背高コンテナ）を二段積みして輸送できる。

## 各地域の輸送状況
線路が電化されている地域では、ほとんどがダブルスタックカーのことを考えられていないため、架線高さが障害となって走行できない。また、同じくダブルスタックカーの運行を前提としていない跨線橋やトンネルも通過できない。これらの拡張には多額の費用がかかるため、これらの制限が無い、または少ない地域で普及している。

### 北アメリカ
アメリカ合衆国では、鉄道会社と政府機関で連携してダブルスタックカーの運行の妨げとなる障害物を取り除く工事を開始している。以下の複数の区間について、このような改良工事が最近行われたか、あるいは計画されている。
- アラメダ回廊
- ハートランド回廊 (ノーフォーク・サザン鉄道) — 3億2000万ドル [8]
- ノーフォーク・サザン・クレシェント回廊 - 25億ドル（見積もり）
- en:National Gateway (CSXトランスポーテーション) - 7億ドル [9]
- en:Commonwealth Railway - 6900万ドル [10]
- en:Chicago Region Environmental and Transportation Efficiency Program - 30億ドル（見積もり）
- en:Cross-Harbor Rail Tunnelはニュージャージーからロングアイランドへの貨物線を計画している。 - 40億ドルから80億ドル（見積もり）

### オセアニア
- オーストラリア - 複層貨物列車をパース、 アデレード、ダーウィン、パークス間で運行している[11]。このルートの車両限界は高さ6.5 m (21 ft)である[12]。

### アジア
- インド - インドとパキスタンで使われている広軌は、低床でない通常のコンテナ貨車にそのままコンテナを二段重ねに載せて輸送可能な車両限界である[13]。Indian Railways は、平均的なコンテナ車を使用して100 km/h で輸送できる（高さ6 ft 6 in (1.98 m)のコンテナによる三段重ね運行も予定されている[14]）ことに加えて、低床でない通常のコンテナ貨車は長さあたりの積載可能貨物量がダブルスタックカーより多くなる[15][16]。ムンドラ港では軌間 1676 mm の通常のコンテナ車による二段重ね輸送列車が運行中であり[15]、商業的に高さ9 ft 6 in (2,896 mm)のコンテナを複層輸送する世界で3つの国の中の一つである[17]。

架線の問題については、高さが旅客用の6.5 m よりも高い7.45 m (24.4 ft) の架線を持つ貨物専用線を建造中である。
同国のデリー～ムンバイ間を繋ぐ貨物専用鉄道「DFC（Dedicated Freight Corridor）西回廊プロジェクト」のうち、レワリ（ハリヤナ州）～マダル（ラジャスタン州）間の第1工区306kmが2021年1月27日に開業した。広軌かつ電化鉄道で、海上コンテナを2段積みで輸送するものとしては世界初である。
- 中国 - 2006年に北京-上海、広州間の二段重ね輸送試験を成功させた[20]。中国ではISOコンテナの取り扱いが年50%（2008年）の割合で急増しており、新線建設と既存路線の改修の両面で輸送力強化のために複層化が主張された[21]。架線下の運行も存在する[15]。

### ヨーロッパ
ヨーロッパは車両限界の問題や荷重制限の問題から運行できない場合が多い。
- オランダ - 2007年に建造されたロッテルダム-ルール地方間の貨物専用線ベテゥヴェルートは、将来的に二段重ね輸送に対応できるように作られている[22]。同線の現在の架線高さは二段重ね列車が運行するには不十分な高さで敷設されており、ドイツ側と接続してから改めて対応する予定となっている。
- イギリス - 建築限界が小さく、そのため車両限界も小さいので二段重ね輸送は不可能である。そればかりか、9 ft 6 in (2,896 mm)のコンテナを輸送するために低床な専用車両を使う必要がある。